# Citheronia colimae
Citheronia colimae är en fjärilsart som beskrevs av Max Wilhelm Karl Draudt 1930. Citheronia colimae ingår i släktet Citheronia och familjen påfågelsspinnare. Inga underarter finns listade i Catalogue of Life.